# Ormosia parallela
Ormosia parallela är en tvåvingeart som först beskrevs av Doane 1908.  Ormosia parallela ingår i släktet Ormosia och familjen småharkrankar. Inga underarter finns listade i Catalogue of Life.